# Osvald Moberg
Karl Osvald "Moppe" Moberg (14. september 1888 – 22. december 1933) var en svensk gymnast som deltog i OL 1908 i London.
Moberg blev olympisk mester i gymnastik under OL 1908 i London. Han var med på det svenske hold som vandt holdkonkurrencen i multikamp.